# 488년

## 연호
- 남제(南齊) 영명(永明) 6년
- 북위(北魏) 태화(太和) 12년

## 기년
- 남제(南齊) 무제(武帝) 6년
- 북위(北魏) 효문제(孝文帝) 18년
- 신라(新羅) 소지 마립간(炤知麻立干) 10년
- 고구려(高句麗) 장수왕(長壽王) 76년
- 백제(百濟) 동성왕(東城王) 10년

## 사건
- 테오도릭 대왕이 군대를 이끌고 이탈리아에 도착. 동고트 왕국을 세우고 오도아케르와 전쟁에 들어가다.
- 북위가 백제의 대륙 영토를 침략하자 백제가 이를 물리쳤다.